# Bertil Hille
Bertil Hille (* 10. Oktober 1940 in New Haven, Connecticut) ist ein US-amerikanischer Biologe und Professor an der University of Washington.

## Leben
Bertil Hille ist der Sohn von Einar Hille. Er erwarb 1962 an der Yale University in New Haven, Connecticut, einen Bachelor in Zoologie. 1967 erwarb er an der Rockefeller University in New York City einen Ph.D. in Biowissenschaften (life sciences). Als Postdoktorand arbeitete er unter anderem an der University of Cambridge in England.
1968 erhielt Hille eine erste Professur (Assistant Professor) für Physiologie und Biophysik an der University of Washington in Seattle und 1974 eine ordentliche Professur.

## Wirken
Hille veröffentlichte grundlegende Arbeiten zu Ionenkanälen. Zahlreiche Forschungen erfolgten an Axonen von Fröschen. Bereits Anfang der 1960er Jahre postulierte Hille die Existenz von Ionenkanälen und ihre Fähigkeit, sich unter bestimmten Bedingungen zu öffnen und wieder zu schließen. Außerdem erforschte er Zusammenhänge zwischen Größe des Ionenkanals und Größe des zugehörigen Ions. In den 1970er Jahren forschte er zu der Wirkung von Lokalanästhetika auf Ionenkanäle. Seine Arbeiten waren auch grundlegend für das Verständnis, wieso Medikamente Herzrhythmusstörungen auslösen oder behandeln können. Hilles Lehrbuch Ionic Channels in Excitable Membranes ist in mehreren Auflagen erschienen und gilt als Standardwerk. Jüngere Arbeiten befassen sich mit G-Protein-gekoppelten Rezeptoren und Calcium als Second messenger.

## Auszeichnungen (Auswahl)
- 1986 Mitgliedschaft in der National Academy of Sciences[2]
- 1996 Louisa-Gross-Horwitz-Preis gemeinsam mit Clay Armstrong[3]
- 1998 Mitgliedschaft in der American Academy of Arts and Sciences[1]
- 1999 Albert Lasker Award for Basic Medical Research gemeinsam mit Clay Armstrong und Roderick MacKinnon[4]
- 2001 Gairdner Foundation International Award[5]